# Yavuzeli (district)
Yavuzeli is een Turks district in de provincie Gaziantep en telt 21.058 inwoners (2007). Het district heeft een oppervlakte van 485,5 km².
De bevolkingsontwikkeling van het district is weergegeven in onderstaande tabel.
| 1997   | 2000   | 2007   |
| ------ | ------ | ------ |
| 22.619 | 24.409 | 21.058 |

## Geboren
- Ahmet Eyüp Türkaslan (1994-2023), voetballer